# Bugatti Type 18
Pour les articles homonymes, voir Bugatti (homonymie), 18 et Roland Garros (homonymie).
 (avril 2023).
Si vous disposez d'ouvrages ou d'articles de référence ou si vous connaissez des sites web de qualité traitant du thème abordé ici, merci de compléter l'article en donnant les références utiles à sa vérifiabilité et en les liant à la section « Notes et références ».
La Bugatti Type 18 ou Bugatti Roland Garros ou Bugatti Black Bess est une voiture de sport du constructeur automobile Bugatti, conçue par Ettore Bugatti en 7 exemplaires de 1912 à 1914. Variante des Bugatti Type 16, elle est une des voitures de sport les plus emblématiques et performantes de son temps,.

## Histoire
Ce modèle est une variante similaire des Bugatti Type 16 de 1912, inspiré des premières Bugatti Type 13 de 1910 (et modèles antérieurs) d'Ettore Bugatti, avec moteur 4 cylindres en ligne ACT 5 L de cylindrée à 12 soupapes (3 soupapes par cylindres) de 100 ch (et quelques variantes de cylindrée),,,.

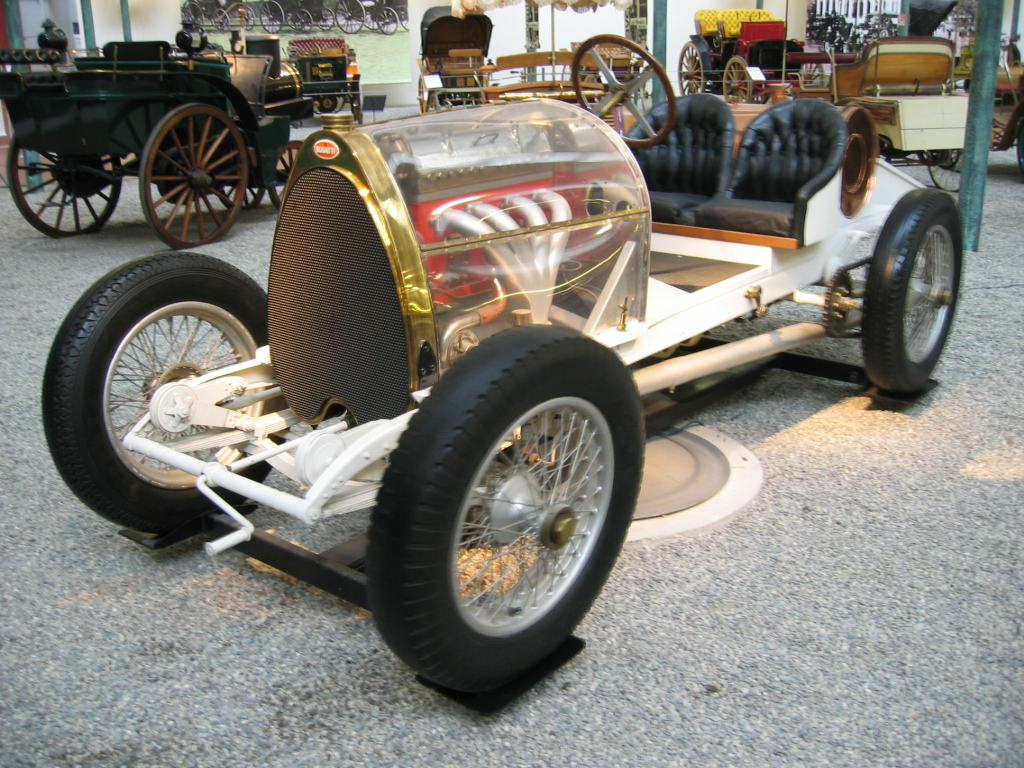
Collection Schlumpf de la cité de l'automobile de Mulhouse
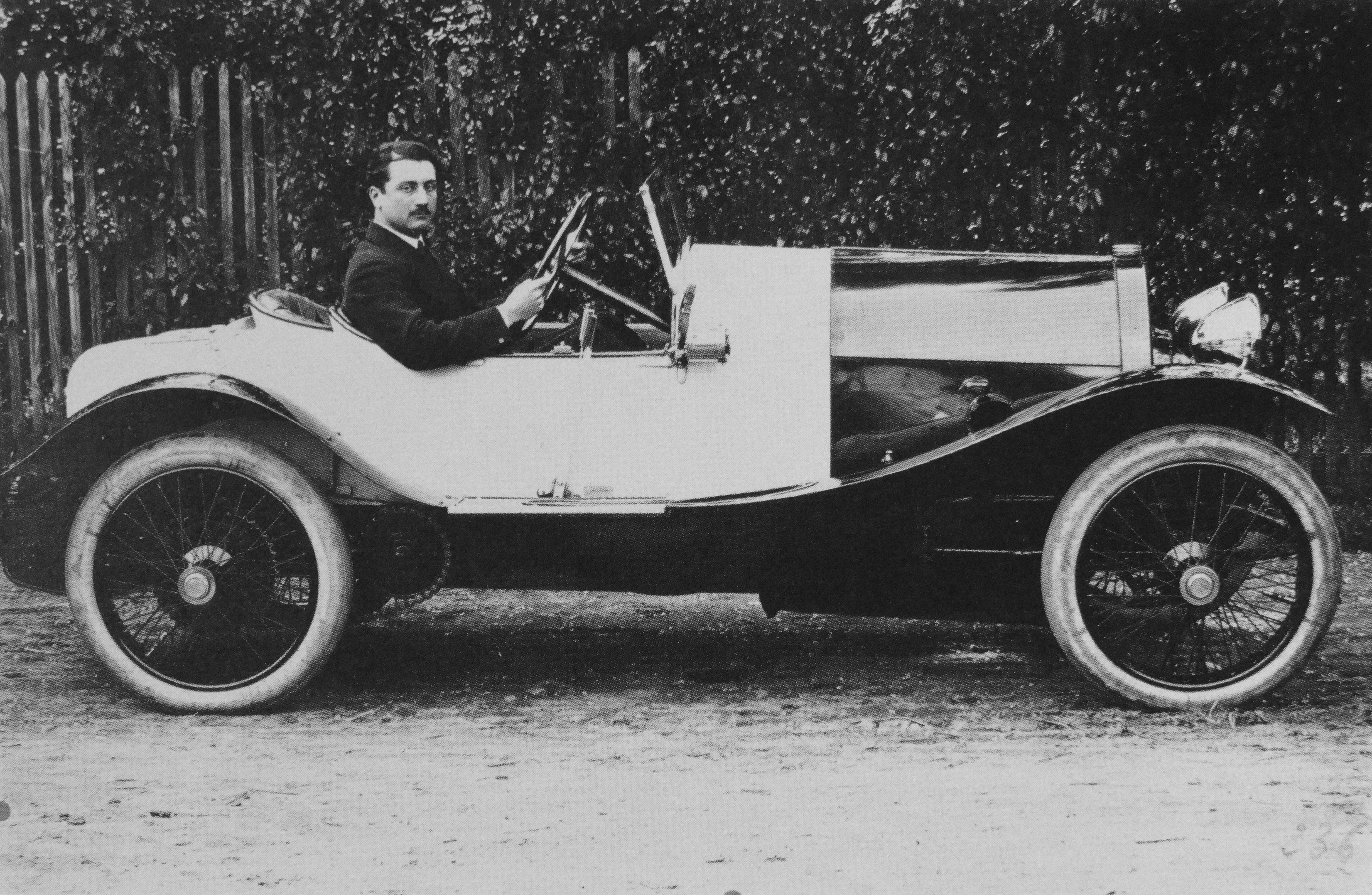
Roland Garros et sa Bugatti Type 18 « Black Bess »
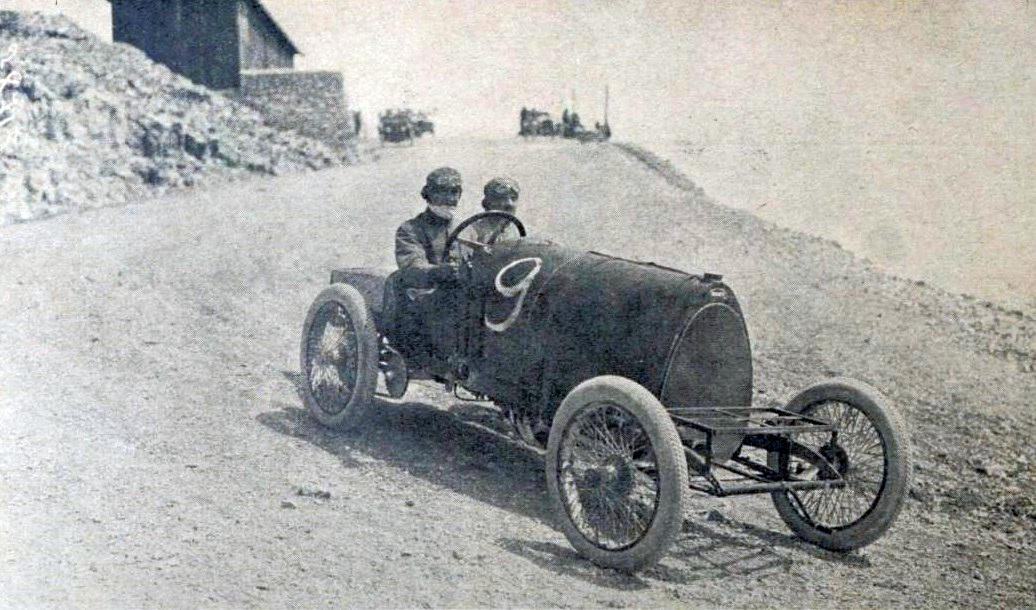
Course de côte du Mont Ventoux de 1912

Le moteur a un alésage de 100 mm et une course particulièrement longue de 160 mm, ce qui limite son régime maximum à environ 2 800 tr/min. La transmission aux roues arrière se fait par chaîne (ou par arbre à cardan sur un modèle).
Produite peu de temps après la création de Bugatti en 1909, le dessin de la carrosserie est considéré comme une relique, décliné des carrosseries précédentes de Bugatti Type 13, avec calandre en fer à cheval, à la base de tous les modèles emblématiques suivants de la marque.

Bugatti Type 14 de 8 cylindres à base de châssis et de 2 moteurs de Type 18
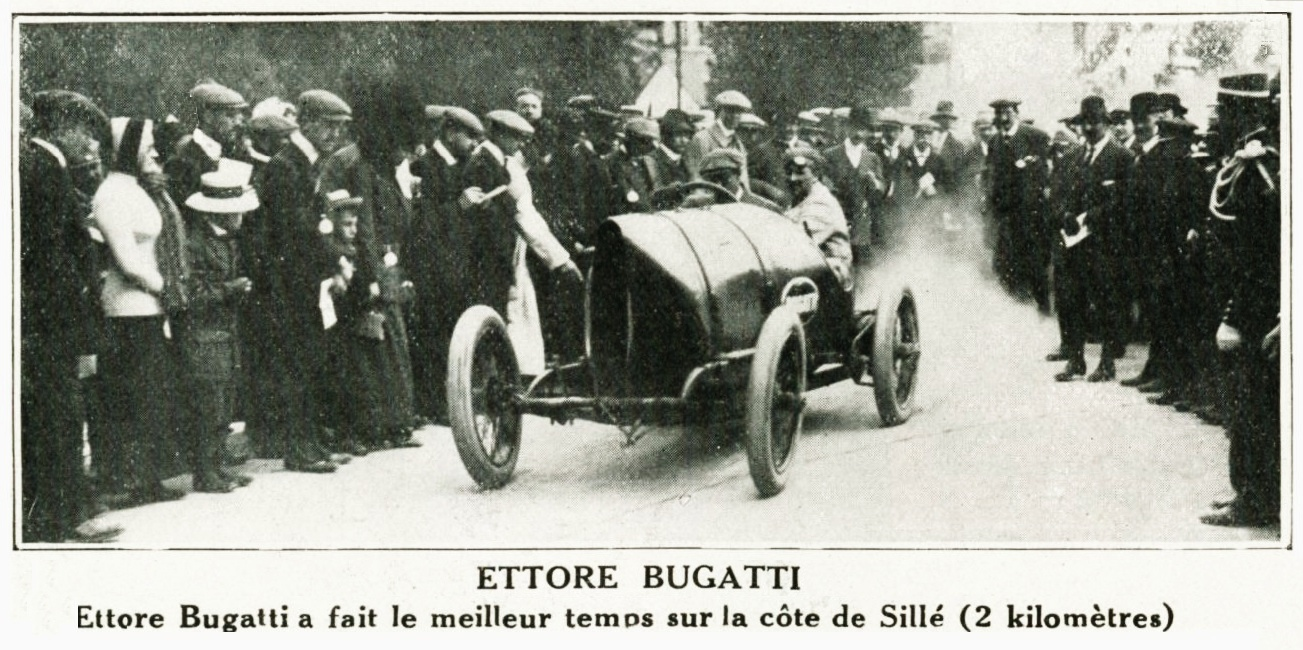
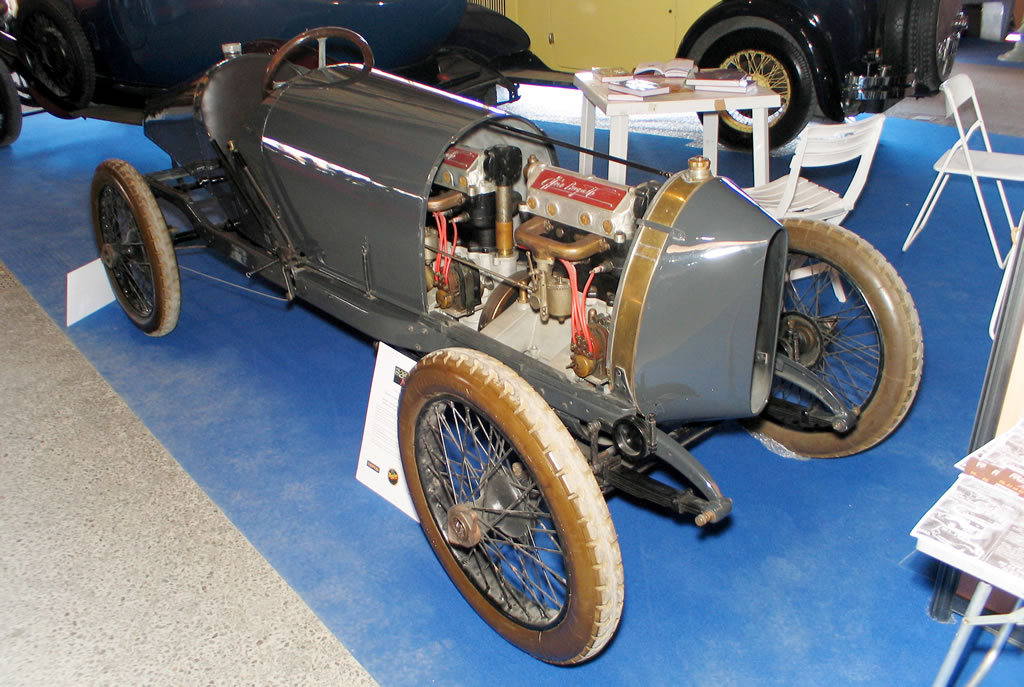

Ettore Bugatti expérimente cette même année de 1912 son premier moteur 8 cylindres en ligne avec son prototype de Bugatti Type 14 (sur châssis à double moteur 4 cylindres en tandem de Bugatti Type 18) à la base des premiers 8 cylindres en lignes emblématiques de la marque de Bugatti Type 28 et Type 30 de 1921 et 1922.
Le châssis-moteur no 474 est acheté en 1913 par Roland Garros (célèbre pionnier de l'histoire de l'aviation de l'époque) qui le fait carrosser à Paris en torpédo Skiff par Jean-Henri Labourdette. Elle est surnommée « Roland Garros » et « Black Bess » en rapport à la célèbre jument noire de Dick Turpin, (célèbre personnage de roman à succès de l'époque),. Après avoir appartenu à de nombreux propriétaires successifs, elle est exposée à ce jour avec un avion Blériot XI de l'époque au musée Louwman de La Haye aux Pays-Bas. Un modèle ayant appartenu à la famille Bugatti appartient à ce jour à la cité de l'automobile de Mulhouse (classée monument historique depuis 1978 avec 430 voitures de la collection Schlumpf).

## Compétition
Ettore Bugatti remporte quelques victoires personnelles de l'époque avec ce modèle, mais dominé entre autres par les premiers moteurs 4 cylindres 16 soupapes double arbre à cames en tête de Peugeot L76, il développe son propre 4 cylindres 16 soupapes après la Première Guerre mondiale, pour motoriser ses Bugatti Brescia de 1919 (Bugatti Type 13, 22, 23 et 27).

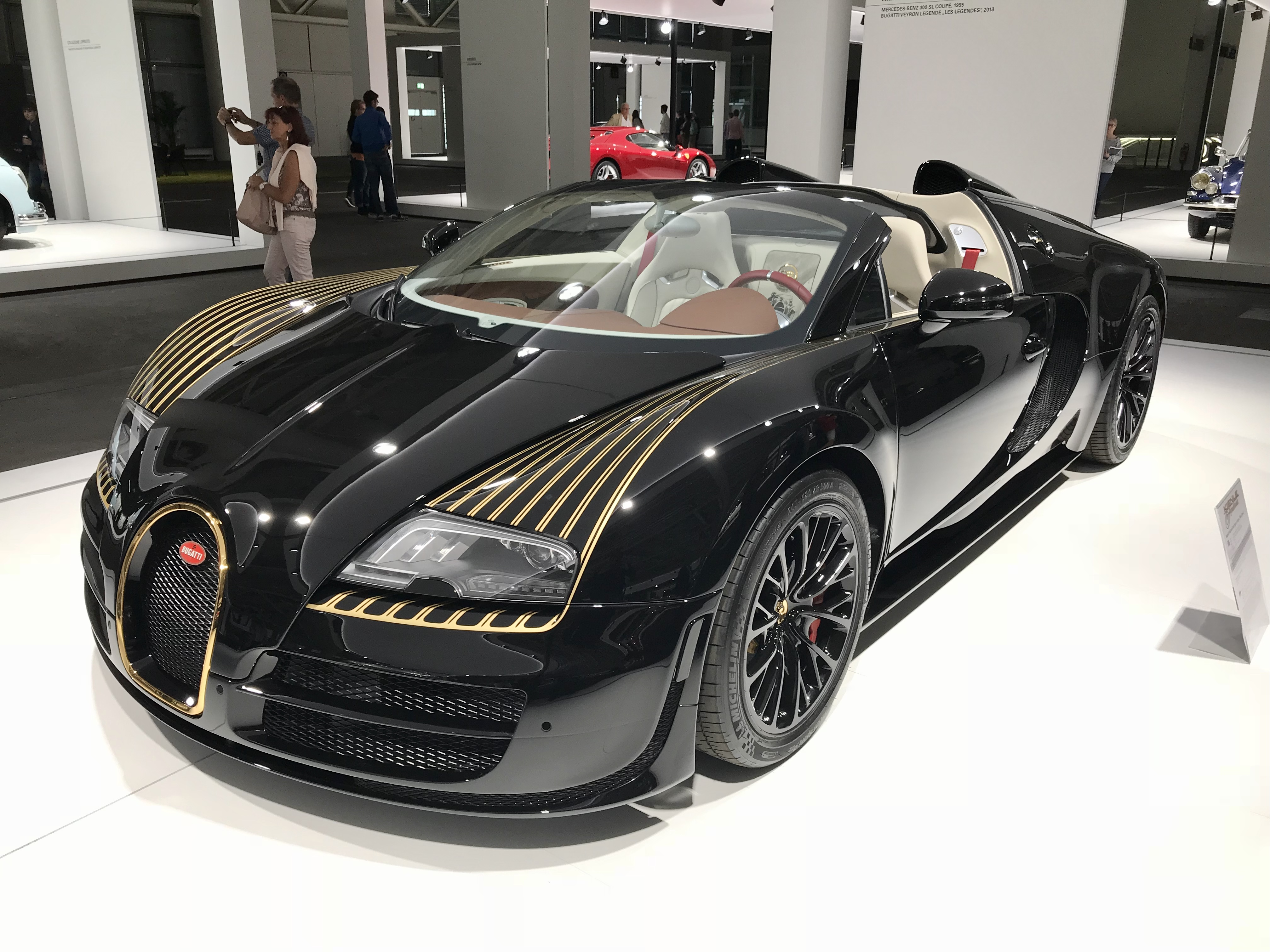
Bugatti Veyron 16.4 série limité Grand Sport Vitesse « Black Bess »

Modèles rapidement suivis des premiers 8 cylindres en ligne ACT 24 soupapes emblématiques de la marque de Bugatti Type 28 et Type 30 de 1921 et 1922 (qui vont dominer la compétition automobile mondiale des années 1920 avec les Bugatti Type 35 et variantes).

## Hommages
- 2014 : une Bugatti Veyron 16.4 série limité Grand Sport Vitesse « Black Bess » rend hommage au modèle historique d'origine[2].
- 2020 : une Bugatti Chiron série limité Chiron Sport « les légendes du ciel » rend hommage en particulier à la « Bugatti Roland Garros » et à son avion Morane-Saulnier Type H d'origine[14],[15],[16],[17].